# کرایانوو
کرایانوو (به لهستانی:  Krajanów) یک روستا در لهستان است که در گمینا نووا رودا واقع شده‌است.
 کرایانوو  ۱۶۰ نفر جمعیت دارد.